# Adolf Slonek
Adolf Slonek (14. dubna 1858 Kadov u Žďáru nad Sázavou – 1932 asi Nové Město na Moravě) byl moravský truhlář a podnikatel, zakladatel a majitel dílny na výrobu lyží v Rokytnu na předměstí Nového Města na Moravě. Jeho závod založený roku 1896 se stal pravděpodobně prvním specializovaným podnikem na výrobu lyží v českých zemích. Firma se dále rozvíjely, již pod vedením syna Adolfa mladšího i po vzniku Československa, od roku 1950 pak pokračovala v činnosti pod značkou Sporten.

## Život

### Mládí
Narodil se v obci Kadov čp. 10 nedaleko Žďáru nad Sázavou v nemajetné rodině, vyučil se truhlářem. Přesunul se do Rokytna, předměstí Nového Města na Moravě, kde provozoval truhlářskou živnost. Oženil se roku 1884 s Annou Mičkovou z Blatin a založili rodinu.

### Výroba lyží
V 90. letech 19. století si ve Frišavě revírník Rudolf Gabessam pořídil lyže z Norska, které se zalíbily hostiskému Koskovi na Studnických Pasekách a tak si obstaral tvrdé dřevo a v Rokytnu si u Slonka nechal lyže podle norského vzoru vyrobit. Vůbec první lyže v Česku zadala k výrobě lesní správa u koláře Antonína Soukupa v Horní Branné pro lesníky panství Jana Harracha. Kromě praktického využití se lyžování postupně stalo sportovní zábavou, a tak v roce 1896 Adolf Slonek založil firmu Slonek, která začala lyže sezónně vyrábět. Zpočátku však její hlavní příjem tvořily jiné truhlářské zakázky (nábytek nebo také rakve), přesto byl Slonek pravděpodobně prvním výrobcem v českých zemích, kdo se výrobou lyží specializovaně zabýval.
Pokračovatelem ve výrobě se stal jeho nejstarší syn Adolf, který se vyučil u svého otce stolařem, a Adolf starší mu řízení firmy později předal. V roce 1910 Adolf mladší testoval svoje výrobky na vůbec prvních závodech v Novém Městě na Moravě. Ten roku 1913 přesunul továrnu do nového většího objektu v Novém Městě, která, s přerušením první světovou válkou, pokračovala již v sériové výrobě lyží z tvrdého dřeva, někdy dováženého přes hamburský přístav až ze Severní Ameriky. Po svém dalším zvětšení a výrobnímu spojení se Slonkovou pilou se pak stala jedním z předních československých výrobců lyží a zároveň jedním z největších zaměstnavatelů v Novém Městě.

### Úmrtí
Adolf Slonek starší zemřel roku 1932, pravděpodobně v Novém Městě, ve věku 73 nebo 74 let.

### Po smrti
Po smrti Adolfa Slonka mladšího roku 1948 byl podnik znárodněn a roku 1950 přejmenován na Sporten, který mj. v roce 1962 vyrobil pod značkou Artis Sapporo první laminátové běžky na světě. Od roku 1991 pak na rodinnou tradici navázal Milan Slonek, potomek Adolfa Slonka, s firmou Lyže Slonek. Firma zde rovněž významně přispěla k městské tradici zimních sportů.